# Kota Morimura
Kota Morimura (森村 昂太 Morimura Kota?), född 14 augusti 1988 i Tokyo prefektur, är en japansk fotbollsspelare.
Morimura började sin karriär 2007 i FC Tokyo. Efter FC Tokyo spelade han för Mito HollyHock, Giravanz Kitakyushu, Avispa Fukuoka och FC Machida Zelvia.